# Southern Thule
Southern Thule är öar i Sydgeorgien och Sydsandwichöarna (Storbritannien). De ligger i den sydöstra delen av Sydgeorgien och Sydsandwichöarna. Arean är 21,8 kvadratkilometer.
Terrängen på Southern Thule är lite bergig. Öns högsta punkt är 1 097 meter över havet. Den sträcker sig 4,6 kilometer i nord-sydlig riktning, och 6,5 kilometer i öst-västlig riktning.